# Taliepus nuttallii
Taliepus nuttallii är en kräftdjursart som först beskrevs av J. W. Randall 1840.  Taliepus nuttallii ingår i släktet Taliepus och familjen Epialtidae. Inga underarter finns listade i Catalogue of Life.